# تومويوكي ماتسودا
تومويوكي ماتسودا (باليابانية: 松田知幸؛ بالكانا: まつだ ともゆき) هو لاعب رماية ياباني، ولد في 12 ديسمبر 1975 في يوكوهاما في اليابان.

## وصلات خارجية
- تومويوكي ماتسودا على موقع الاتحاد الدولي (الإنجليزية)
- تومويوكي ماتسودا على موقع أوليمبيديا (الإنجليزية)